# Wälder östlich Mehlbek
Wälder östlich Mehlbek este o arie protejată (arie specială de conservare — SAC, sit de importanță comunitară — SCI) din Germania întinsă pe o suprafață de 60 ha, integral pe uscat.

## Localizare
Centrul sitului Wälder östlich Mehlbek este situat la coordonatele 54°00′39″N 9°27′44″E / 54.0108°N 9.4622°E.

## Înființare
Situl Wälder östlich Mehlbek a fost declarat sit de importanță comunitară în septembrie 2004 pentru a proteja 1 specie de animale. Situl a fost protejat și ca arie specială de conservare în ianuarie 2010.

## Biodiversitate
Situată în ecoregiunea atlantică, aria protejată conține 5 habitate naturale: Păduri de fag Luzulo-Fagetum, Păduri de fag Asperulo-Fagetum, Păduri de stejar sau de stejar și carpen sub-atlantice și medio-europene de Carpinion betuli, Păduri acidofile de stejar bătrân cu Quercus robur pe câmpii nisipoase, Păduri aluvionare cu Alnus glutinosa și Fraxinus excelsior (Alno-Padion, Alnion incanae, Salicion albae).
La baza desemnării sitului se află o specie protejată de  păsări: barză neagră (Ciconia nigra).
Pe lângă speciile protejate, pe teritoriul sitului au mai fost identificate 1 specie de plante.